# Maisons-lès-Soulaines
Maisons-lès-Soulaines – miejscowość i gmina we Francji, w regionie Grand Est, w departamencie Aube.
Według danych na rok 1990 gminę zamieszkiwały 54 osoby, a gęstość zaludnienia wynosiła 9 osób/km².